# 강송로
강송로(Gangsong-ro)는 경기도 고양시 일산동구 백석동 어린이교통광장사거리에서 고양시 일산동구 마두동 정발산중학교삼거리 를 잇는 도로이다.

## 주요 경유지
경기도
- 고양시 일산동구 (백석동 . 마두동)

## 노선
| 이름                 | 접속 노선 | 소재지 | 소재지   | 소재지 | 비고 |
| -------------------- | --------- | ------ | -------- | ------ | ---- |
| 어린이교통광장사거리 | 경의로    | 고양시 | 일산동구 | 백석동 |      |
| 일산병원후문사거리   |           | 고양시 | 일산동구 | 백석동 |      |
| 일산병원사거리       | 일산로    | 고양시 | 일산동구 | 백석동 |      |
| 백송3단지사거리      | 백석로    | 고양시 | 일산동구 | 백석동 |      |
| 강촌3단지사거리      | 강촌로    | 고양시 | 일산동구 | 백석동 |      |
| 강촌마을사거리       | 백마로    | 고양시 | 일산동구 | 마두동 |      |
| 정발산중학교삼거리   | 정발산로  | 고양시 | 일산동구 | 마두동 |      |

## 주요 시설및 건물
- 어린이교통공원 (강송로 14/백석동 1233)
- 일산요진와이시티 (강송로 33/백석동 1237)
- 농협 백마지점 (강송로 115/백석동 1225-1)
- 파리바게뜨 일산백송점 (강송로 119/백석동 1224)
- 고양백석우체국 (강송로 123/백석동 1223)
- 마두2동행정복지센터 (강송로 166/마두동 782)
- 농협 일산농협 강촌지점 (강송로 169/마두동 785)
- 메가MGC커피 일산마두공원점 (강송로 180/마두동 759)
- 정발초등학교 (강송로 190/마두동 758)
- CU 일산강촌마을8단지점 (강송로 197/마두동 794)